# Pine Bend (Minnesota)
Pine Bend es un lugar designado por el censo ubicado en el condado de Mahnomen en el estado estadounidense de Minnesota. En el Censo de 2010 tenía una población de 28 habitantes y una densidad poblacional de 8,57 personas por km².

## Geografía
Pine Bend se encuentra ubicado en las coordenadas 47°25′6″N 95°35′49″O / 47.41833, -95.59694. Según la Oficina del Censo de los Estados Unidos, Pine Bend tiene una superficie total de 3.27 km², de la cual 3.25 km² corresponden a tierra firme y (0.4%) 0.01 km² es agua.

## Demografía
Según el censo de 2010, había 28 personas residiendo en Pine Bend. La densidad de población era de 8,57 hab./km². De los 28 habitantes, Pine Bend estaba compuesto por el 17.86% blancos, el 0% eran afroamericanos, el 75% eran amerindios, el 0% eran asiáticos, el 0% eran isleños del Pacífico, el 0% eran de otras razas y el 7.14% pertenecían a dos o más razas. Del total de la población el 0% eran hispanos o latinos de cualquier raza.